# Chencun Shuiku
Chencun Shuiku är en reservoar i Kina. Den ligger i provinsen Anhui, i den östra delen av landet, omkring 180 kilometer sydost om provinshuvudstaden Hefei. Chencun Shuiku ligger 107 meter över havet. Arean är 57 kvadratkilometer. Den sträcker sig 22,3 kilometer i nord-sydlig riktning, och 27,7 kilometer i öst-västlig riktning.
Genomsnittlig årsnederbörd är 2 492 millimeter. Den regnigaste månaden är juni, med i genomsnitt 406 mm nederbörd, och den torraste är oktober, med 78 mm nederbörd.